# Светайло, Вячеслав Антонович
Вячеслав Антонович Светайло (род. 26 марта 1941) — советский легкоатлет, специалист по метанию диска. Выступал на всесоюзном уровне в 1960-х и 1970-х годах, чемпион СССР, серебряный призёр Спартакиады народов СССР, победитель первенств всесоюзного и всероссийского значения. Представлял Ростов-на-Дону и Ленинград, Вооружённые силы.

## Биография
Вячеслав Светайло родился 26 марта 1941 года. Занимался лёгкой атлетикой в Ростове-на-Дону и позднее в Ленинграде, выступал за Советскую Армию.
Впервые заявил о себе на всесоюзном уровне в сезоне 1965 года, когда на домашнем турнире в Ленинграде в зачёте метания диска показал результат 54,46 метра — тем самым вошёл в число сильнейших легкоатлетов СССР в данной дисциплине по итогам года.
В 1967 году на чемпионате страны в рамках IV летней Спартакиады народов СССР в Москве метнул диск на 56,44 метра и выиграл серебряную медаль, уступив лишь литовцу Витаутасу Ярасу.
В 1968 году на чемпионате СССР в Ленинакане с результатом 58,74 превзошёл всех соперников и завоевал золотую награду.
На чемпионате СССР 1970 года в Минске стал бронзовым призёром, показав результат 57,32 метра.
В июне 1971 года выиграл домашний турнир в Ленинграде, установив при этом свой личный рекорд в метании диска — 60,28 метра.
В июле 1973 года победил на всесоюзных соревнованиях в Киеве (58,40).
В августе 1974 года отметился победой на ещё одном домашнем турнире в Ленинграде (58,46).